# Super Bowl XIII
Il Super Bowl XIII è stata una partita di football americano tra i campioni della American Football Conference (AFC), i Pittsburgh Steelers, e quelli della National Football Conference (NFC), i Dallas Cowboys per decretare il campione della National Football League (NFL) per la stagione 1978. Gli Steelers sconfissero i Cowboys con un punteggio di 35–31. La gara fu tenuta il 21 gennaio 1979 all'Orange Bowl di Miami, Florida, per la quinta e ultima volta in quella struttura.
Fu il primo Super Bowl che vide affrontarsi due squadre che lo avevano fatto in un'edizione precedente (gli Steelers avevano in precedenza battuto i Cowboys, 21–17, nel Super Bowl X). Entrambe le franchigie erano alla ricerca della loro terza vittoria del Super Bowl. Dallas giunse alla sfida come campione del Super Bowl XII in carica e dopo avere terminato la stagione regolare con un record 12–4, battendo nei playoff gli Atlanta Falcons  e i Los Angeles Rams. Pittsburgh invece aveva fatto registrare un record di 14–2 nella stagione regolare e vittorie nei playoff contro Denver Broncos e Houston Oilers.
Il quarterback degli Steelers Terry Bradshaw fu nominato MVP del Super Bowl, dopo avere completato 17 passaggi per 30 passes per gli allora record dell'evento di 318 yard passate e 4 passaggi da touchdown. Bradshaw batté il primato di Bart Starr di yard passate già nel primo tempo con 253 yard, con Pittsburgh avanti 21-14 all'intervallo. Il suo touchdown da 75 yard nel secondo tempo pareggiò anche il record di Johnny Unitas nel Super Bowl V per il suo lungo passaggio nel Super Bowl. I Cowboys riuscirono comunque a mantenersi in partita, riportandosi sul 21-17 nel terzo quarto, ma Pittsburgh segnò due touchdown nell'arco di 19 nel quarto periodo. Dallas non riuscì a riprendersi da pallone persi, lasciati cadere e penalità controverse nel secondo tempo. I Cowboys alla fine riuscirono a segnare due touchdown nei minuti finali della partita ma finirono comunque per diventare la prima squadra campione in carica a perdere nel Super Bowl, oltre che la prima a perdere un Super Bowl segnando 30 o più punti.

## Formazioni titolari
Membro della Pro Football Hall of Fame
| Pittsburgh      |      | Dallas              |
| --------------- | ---- | ------------------- |
| Attacco         |      |                     |
| John Stallworth | WR   | Tony Hill           |
| Jon Kolb        | LT   | Pat Donovan         |
| Sam Davis       | LG   | Herbert Scott       |
| Mike Webster    | C    | John Fitzgerald     |
| Gerry Mullins   | RG   | Tom Rafferty        |
| Ray Pinney      | RT   | Rayfield Wright     |
| Randy Grossman  | TE   | Billy Joe DuPree    |
| Lynn Swann      | WR   | Drew Pearson        |
| Terry Bradshaw  | QB   | Roger Staubach      |
| Rocky Bleier    | FB   | Robert Newhouse     |
| Franco Harris   | RB   | Tony Dorsett        |
| Difesa          |      |                     |
| L.C. Greenwood  | LE   | Ed "Too Tall" Jones |
| Joe Greene      | LDT  | Larry Cole          |
| Steve Furness   | RDT  | Randy White         |
| John Banaszak   | RE   | Harvey Martin       |
| Jack Ham        | LOLB | Thomas Henderson    |
| Jack Lambert ‡  | MLB  | Bob Breunig         |
| Loren Toews     | ROLB | D.D. Lewis          |
| Ron Johnson     | LCB  | Benny Barnes        |
| Mel Blount      | RCB  | Aaron Kyle          |
| Donnie Shell    | SS   | Charlie Waters      |
| Mike Wagner     | FS   | Cliff Harris        |